# Jan Josef Budil
Jan Josef Budil (7. března 1928, Třebíč – 19. dubna 2017, Brno) byl moravský římskokatolický duchovní, augustinián a vikář duchovního převora orleánské obedience Vojenského a špitálního řádu sv. Lazara Jeruzalémského.

## Životopis
Maturoval v roce 1947 na gymnáziu v Třebíči Další tři roky studoval na Biskupském teologickém učilišti v Brně.
Po jeho zrušení byl povolán na vojnu k PTP do Mimoně. Po skončení tříleté vojenské služby v pracoval ve strojírnách v Třebíči až do konce srpna 1968. Poté studoval dva roky na Cyrilometodějské teologické fakultě v Litoměřicích a 5. července 1970 přijal v brněnské katedrále kněžské svěcení.
Jeho prvním kaplanským místem byly od srpna 1970 do června 1973 Čejkovice, další rok a půl byl kooperátorem v Brně-Zábrdovicích. Od dubna 1975 se stal na rok kaplanem na Starém Brně, zde tajně vstoupil do augustiniánského řádu. Časné sliby složil 28. července 1977, věčné sliby pak 28. srpna 1980. Prvním farářským místem pro něj byly v roce 1977 Křižanovice u Bučovic, poté od května 1978 Mutěnice, kde působil šest let. V srpnu 1984 byl jmenován farářem v Tvrdonicích. Zde zůstal do července 1990, kdy se jeho posledním místem kněžského působení stala starobrněnská farnost. Zde byl zejména vyhledávaným zpovědníkem. V roce 1995 byl přijat do Vojenského a špitálního řádu sv. Lazara Jeruzalémského, ve kterém až do roku 2005 vykonával funkci vikáře duchovního převora. Poté působil jako duchovní moravské komendy tohoto řádu a nadále působil v brněnské farnosti. Jeho nástupcem v této funkci se stal též augustinián P. Wit Marciniec, OSA.